# Klaus Wilhelm Roggenkamp
Klaus Wilhelm Roggenkamp (Hannover, 24 de dezembro de 1940 — 
Hannover, 23 de junho de 2021 (80 anos) foi um matemático alemão, que trabalhava com álgebra.
Roggenkamp estudou matemática de 1960 a 1964 na Universidade de Giessen, onde obteve em 1967 um doutorado, orientado por Hermann Boerner, com a tese Darstellungen endlicher Gruppen in Polynombereichen. Esteve depois na Universidade de Illinois em Urbana-Champaign, onde trabalhou com Irving Reiner, e na Universidade de Montreal. Foi durante quatro anos professor da Universidade de Bielefeld e depois professor de álgebra na Universidade de Stuttgart.
Foi palestrante convidado do Congresso Internacional de Matemáticos em Quioto (1990: The isomorphism problem for integral group rings of finite groups). Organizou diversas conferências no Instituto de Pesquisas Matemáticas de Oberwolfach, algumas delas com Irving Reiner.

## Obras
- com Verena Huber-Dyson Lattices over Orders, Lecture Notes in Mathematics, 2 Volumes, Springer Verlag 1970
- com Irving Reiner Integral representations, Lecture Notes in Mathematics, Springer Verlag 1979
- com Martin J. Taylor Group rings and class groups, Birkhäuser 1992
- Integral representations and structure of finite group rings, Montreal 1980